# Gontaud-de-Nogaret
 Gontaud-de-Nogaret  là một xã thuộc tỉnh Lot-et-Garonne trong vùng Nouvelle-Aquitaine phía tây nam nước Pháp. Xã này nằm ở khu vực có độ cao trung bình 45 mét trên mực nước biển.
Đây là quê hương của Henri Pépin, người tham gia Tour de France năm 1906.